# Central nuclear

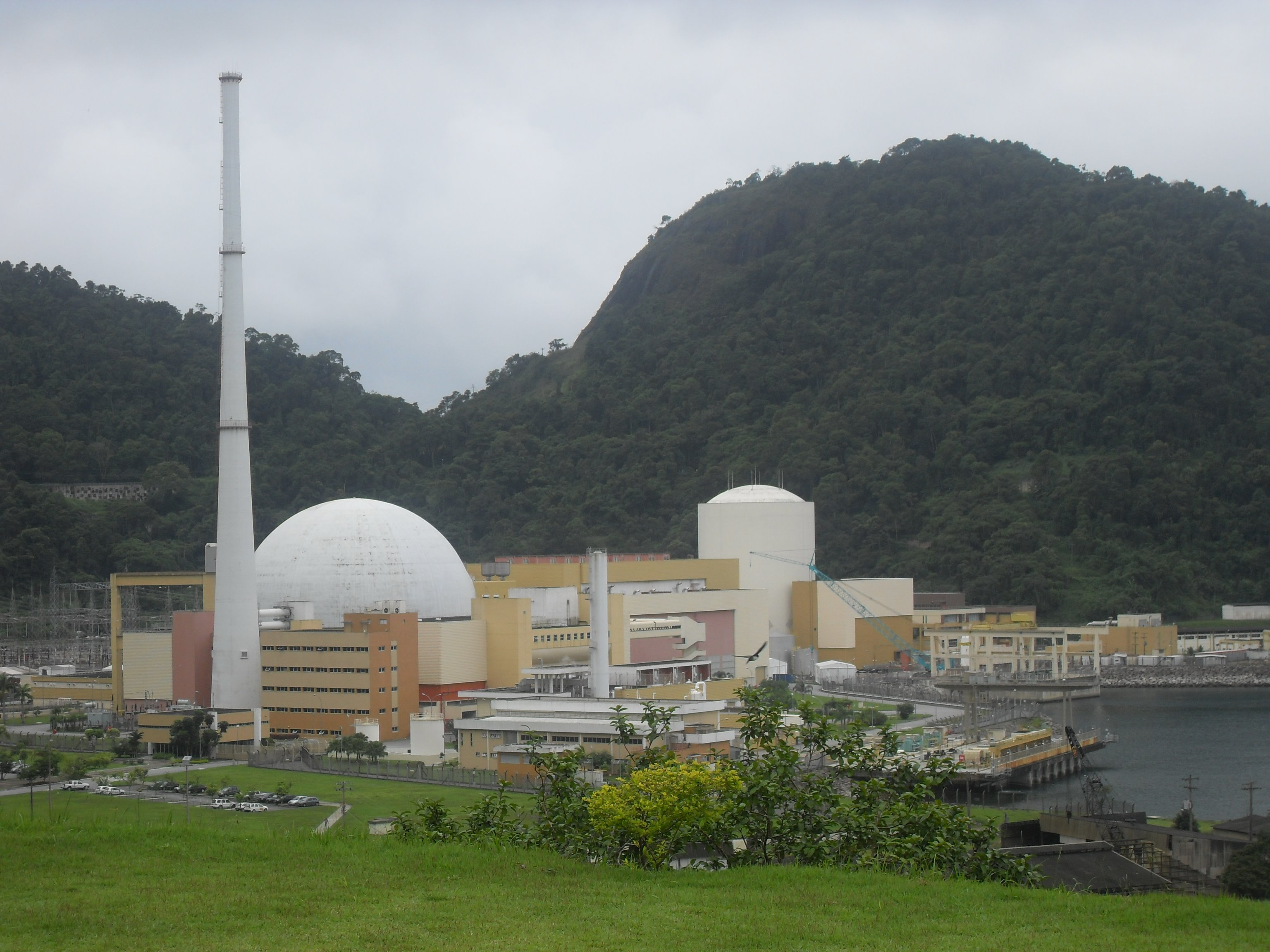
Central nuclear a Rio de Janeiro.

Una central nuclear és una instal·lació dissenyada per a produir energia elèctrica a partir de l'energia calorífica que proporciona un reactor nuclear, on es produeixen reaccions en cadena de fissió nuclear controlada d'urani natural o bé enriquit amb una proporció de l'isòtop urani 235 més alta que la natural. Generalment el combustible emprat és òxid d'urani (UO₂). A més del reactor, una central nuclear consta sempre d'una turbina de vapor, un alternador, dos o tres circuits -primari, secundari i terciari- i una o diverses torres de refrigeració del fluid condensador, que sol ser aigua. L'eficiència total és d'entre el 30 % i el 40 %.
Les centrals nuclears existeixen des de 1951. Segons l'Organisme Internacional de l'Energia Atòmica de les Nacions Unides, OIEA, el 1997 existien al món 430 centrals nuclears en funcionament, sumant una potència elèctrica total neta de 362.817 MWe. El gener 2016 eren 441 centrals actius en trenta països i 64 en construcció, dels quals 21 a la Xina. Se sol considerar el temps de vida d'una central nuclear en uns trenta anys. El problema major que presenten és que no se sap què fer amb els residus radioactius que generen.

## Funcionament bàsic

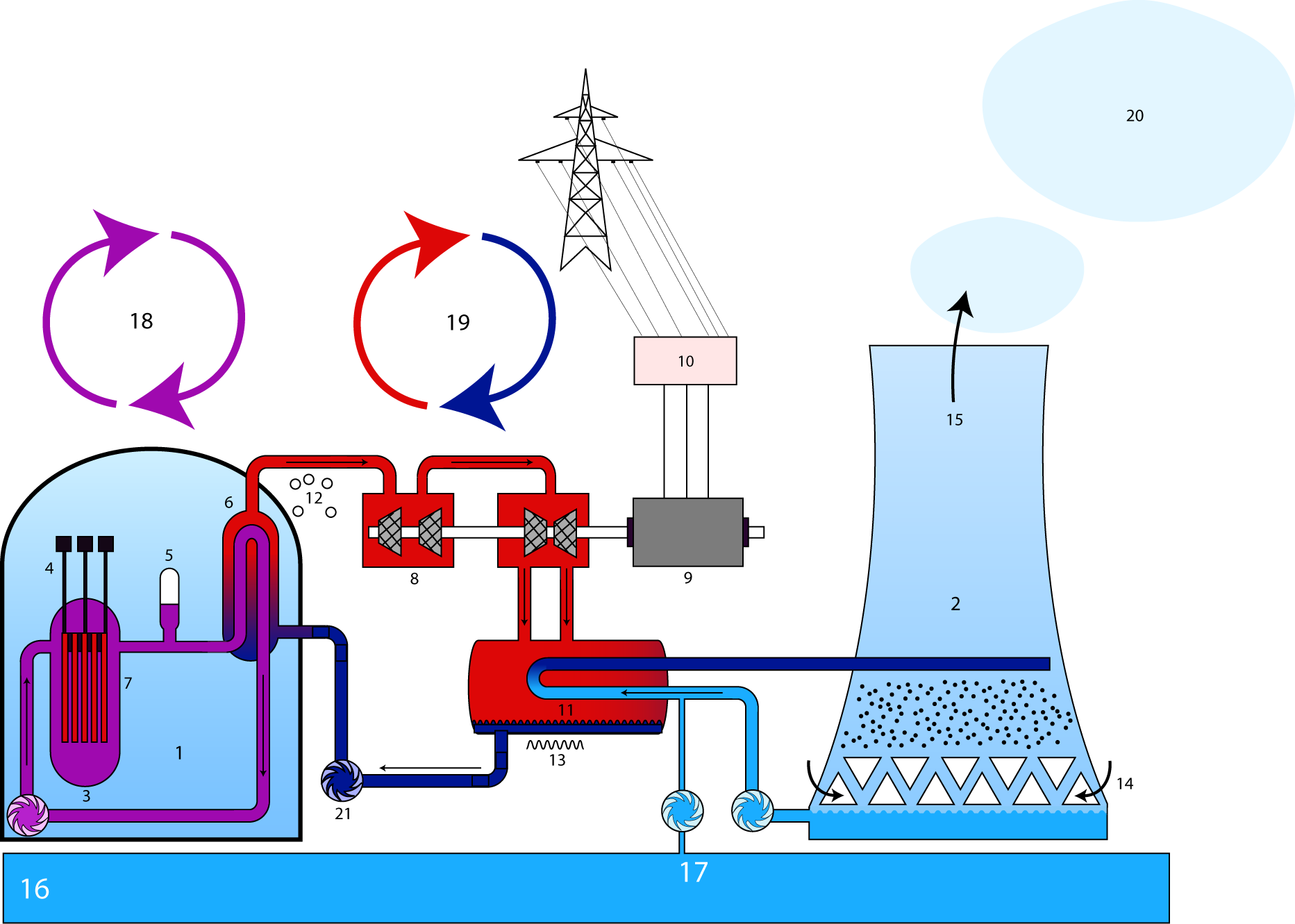
Esquema de funcionament d'una central nuclear amb reactor PWR.

En una central nuclear, l'energia s'extreu del nucli d'àtoms per mitjà de la seva fissió, ja que en trencar-se desprenen l'energia d'enllaç a l'interior de l'àtom que unia les partícules separades. La fissió nuclear és provocada de manera artificial i controlada. En aquesta, a un àtom d'un element químic de grans dimensions se li dispara un neutró, una petita partícula a una certa velocitat, que trenca l'àtom (trencant el seu nucli, format per neutrons i protons enllaçats entre ells per enllaços molt energètics) en una reacció nuclear exotèrmica, a la qual es desprèn energia en forma de calor.
Perquè el balanç energètic surti a favor, és a dir, per a obtenir energia en comptes de gastar-la, cal que les reaccions nuclears siguin reaccions en cadena. Així, encara que es necessiti molta energia per a posar en marxa la reacció, després no se'n necessita tanta per a mantenir-la, i arriba un moment en el qual l'obtinguda és superior a la utilitzada. Per aconseguir això cal que l'element químic gran (en diem pesant, amb una elevada massa atòmica) sigui, a més, radioactiu. L'element que se sol utilitzar és un isòtop poc freqüent de l'urani.
Això es fa al reactor nuclear, on també es fan passar tubs amb un fluid anomenat refrigerant, que s'encarrega de transportar la calor extreta de l'urani a fora del dipòsit, refredant-lo. Amb aquesta calor s'escalfa aigua fins que bull, i amb el vapor d'aigua a pressió es fan moure les aspes d'una turbina, d'aquesta manera hem transformat l'energia calorífica en energia mecànica. Llavors, el generador elèctric (o alternador) transforma aquesta energia mecànica en energia elèctrica (o electricitat).
Les centrals tèrmiques tenen un funcionament molt semblant al de les nuclears. La diferència principal és que aconsegueixen la calor inicial cremant un combustible fòssil (carbó, gas natural, fuel).

## Reactor nuclear
Un reactor nuclear és un dispositiu que produeix calor, a base d'alliberar-la del nucli d'àtoms en ser trencats (fissionats) en ser bombardejats amb neutrons. En trencar-se cada nucli en dos fragments de fissió, a més d'alliberar calor, també emet neutrons, que trencaran altres nuclis en una reacció en cadena. En un reactor la refrigeració i la seguretat són molt importants.
Al món existeixen diferents tipus de reactors nuclears, tots de fissió, a les diferents centrals nuclears. L'ONU els classifica de la següent manera:
- Reactor d'aigua pressuritzada (PWR i VVER): El 1997 n'hi havia 251 al món, sumant una potència total de més de 230.000 MWe, que representa prop del 60 % de la producció mundial d'energia a les centrals nuclears. Fan servir aigua a alta pressió per a produir vapor als generadors de vapor. Tenen tres circuits.
- Reactor d'aigua bullent (BWR): El segon més comú al món. L'aigua bull, generant vapor directament al nucli del reactor. Tenen només dos circuits.
- Reactor d'aigua pesant pressuritzada (PHWR): Fa servir aigua pesant (òxid de deuteri, D₂O) a alta pressió com a moderador de neutrons i com a refrigerant.
- Reactor de gas (GCR: AGR i Magnox): Fan servir grafit com a moderador dels neutrons i diòxid de carboni en estat gasós com a refrigerant.
- Reactor moderat per grafit i refrigerat per aigua lleugera (LGR i RBMK): Models d'origen rus. L'"aigua lleugera" és aigua normal (H₂O).
- Reactor ràpid (LBR, o LMFBR): No desaccelera els neutrons de la reacció en cadena i refrigera amb sodi líquid. Estan en fase de prototip i d'investigació.

## Producció d'energia nucleoelèctrica a Catalunya

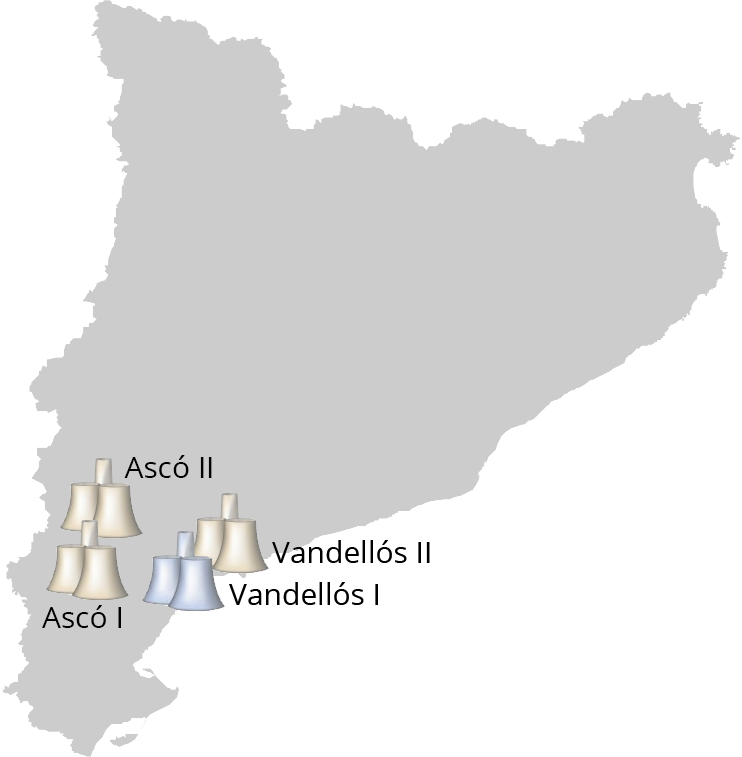
Mapa de les centrals nuclears a Catalunya. En gris les centrals nuclears actives, en blau les que estan en desmantellament.

El 1997, l'energia elèctrica produïda a partir d'energia nuclear als Països Catalans era, amb les seves quatre centrals (Ascó I, Ascó II, Cofrents i Vandellòs II) de 3.817 MWe. No hi ha cap central nuclear a les Illes Balears, Andorra ni la Catalunya Nord. A Catalunya també existeix la central nuclear de Vandellòs I, la més antiga, de reactor de tipus GCR i que està en procés de desmantellament després de patir un greu accident el 1989. La central de Cofrents (País Valencià) té un reactor de tipus BWR mentre que les altres, a Tarragona, que queden el tenen de tipus PWR.
A la resta d'Espanya hi ha en 2010 cinc centrals operatives més, totes de reactors BWR o PWR. Excepte la de Santa María Garoña, de 460MWe, totes les centrals operatives en 2010 tenen una potència d'entorn dels mil megawatts elèctrics. En 1997 hi havia sis més, que amb les dels Països Catalans sumaven una potència de 7.338MWe, el que representava un 30 % de la producció d'electricitat a tot l'Estat.

## Impacte ambiental

### Radiació ambiental

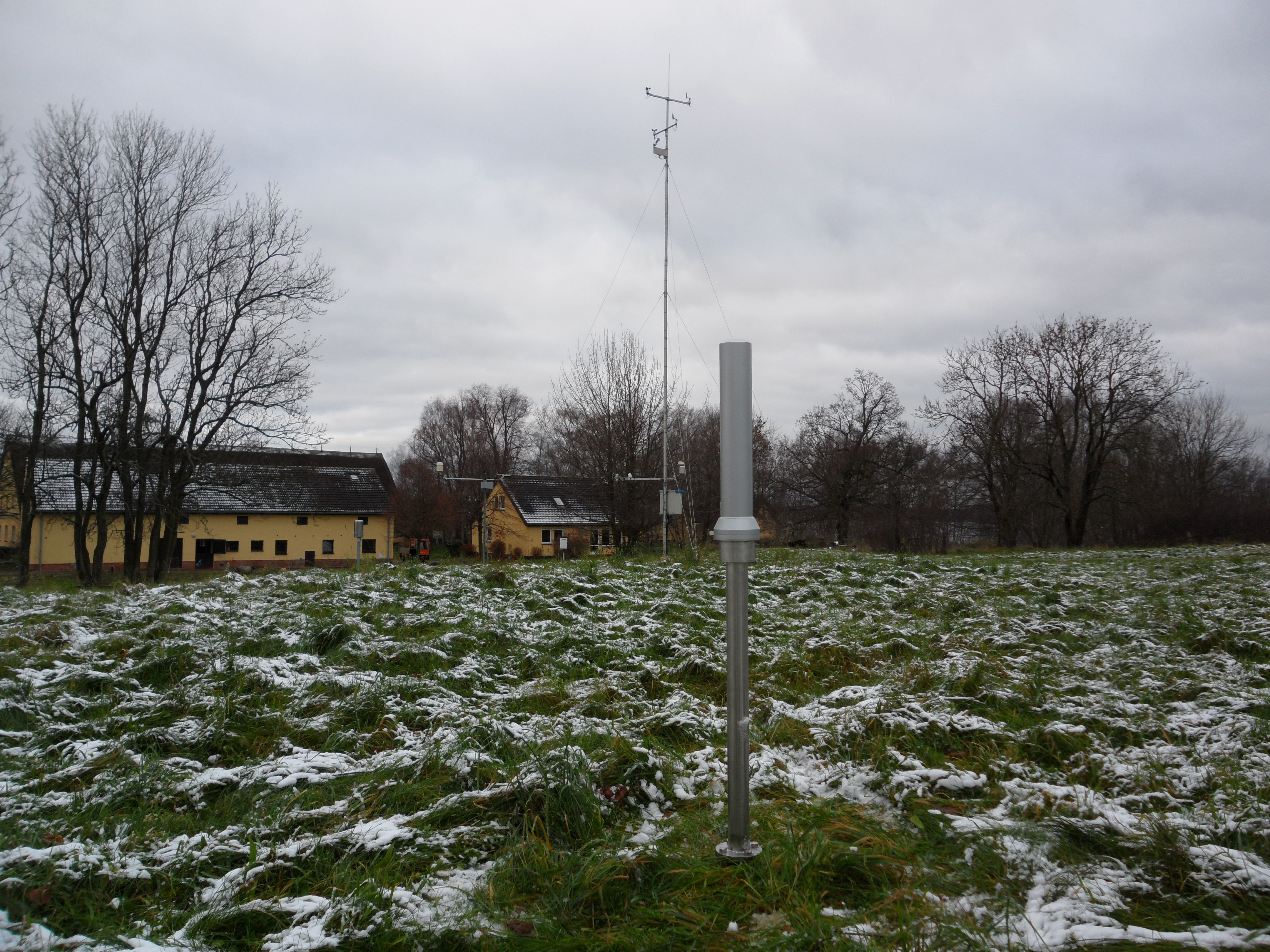
Detector de radioactivitat γ

L'impacte ambiental a priori més temut de les centrals nuclears és el causat pels elements radioactius que es produeixen al reactor per a generar la calor utilitzada per a moure la turbina (energia mecànica) i transformar-la en electricitat. Alguns àtoms radioactius poden alliberar-se i propagar-se a l'atmosfera o a l'aigua del mar (a Vandellòs, per exemple) o d'un riu (per exemple a la d'Ascó), però la gran majoria es controlen i es gestionen com a residus radioactius, de manera que els veïns no es veuen afectats.
Des de l'accident de la central nuclear de Txernòbil, a tot Europa hi ha un pla de vigilància i control de la radioactivitat a l'aire, que afecta les centrals nuclears i la resta del cel europeu, per mitjà d'una xarxa de detectors de radiació atmosfèrica.

### Residus radioactius

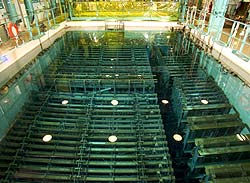
Combustible gastat a la piscina de combustible

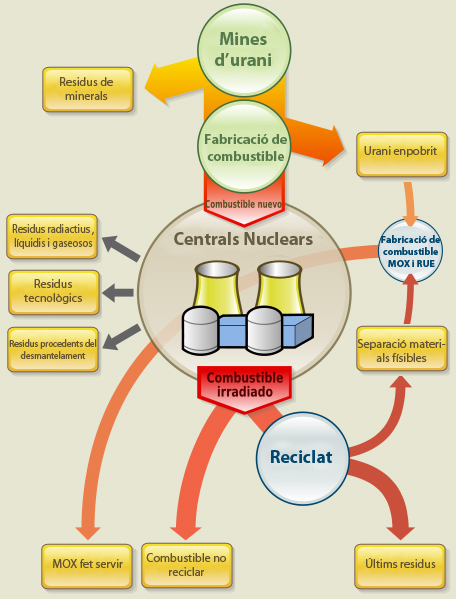
Els residus radioactius de combustible es poden reutilitzar (a l'esquema "reciclar") per a fer MOX (vegeu Proliferació Nuclear) o bé s'enterren per sempre sota terra. Encara no es coneix cap altra solució i sembla que els diners invertits en recerca nuclear es posen de moment només en altres projectes.

Els residus radioactius representen el problema més greu, ja que, si bé als controls de radioactivitat ambiental al costat de les centrals nuclears catalanes no es detecta una major radioactivitat atmosfèrica que a la resta del país; els residus (sobretot el combustible gastat) s'acumulen sense que ningú sàpiga que fer-ne. Abans es llençaven directament al mar, però ara està prohibit. Algunes investigacions proposen guardar-los a mines de sal, però ni les entitats més ecologistes d'Europa volen provar-ho i prefereixen soterrar-los tal com es fa ara. Una central nuclear, al llarg de la seva vida, generarà unes quatre mil tones de residus només d'urani, que seguirà sent radioactiu durant centenars d'anys; i en, per exemple, una central nuclear típica, d'uns mil megawatts de potència, s'origina a l'entorn de 6·1020 Bq d'activitat mensual en productes de fissió. No obstant, també existeixen alternatives de tractament biològic d'aquestes substàncies que reben el nom de bioremediació de residus radioactius. Aquestes tècniques, en què s'utilitzen bacteris, plantes i fongs, permeten l'estabilització dels residus i redueixen considerablement el cost econòmic i ambiental respecte els procediments clàssics.
Aquests residus comprenen més de tres-cents núclids diferents de vides mitjanes molt diverses, dels quals el que roman radioactiu més temps és el carboni-14, que té un període de semidesintegració d'uns quants milers d'anys. La major part d'ells emeten partícules beta i partícules gamma. Aquests residus avui s'emmagatzemen i després es tanquen en grans dipòsits de formigó, sota terra o sota el mar.
Un combustible nuclear que es fa amb residus d'altres centrals és el MOX, amb un 7 % de plutoni i un 93 % d'urani empobrit (residu). Aquest combustible fins fa poc només es podia emprar en algunes centrals nuclears amb reactor tèrmic PWR però recentment s'ha provat també a alguns de tipus BWR. Per al MOX es necessita també plutoni, que és el combustible usat per a bombes atòmiques i altres fins militars, de manera que alguns consideren que el desavantatge d'aquest reciclatge parcial de l'urani per a fer MOX és que promou el negoci del plutoni, i amb ell el de l'armament nuclear. Als Països Catalans no hi ha cap central nuclear que funcioni amb MOX.

### Altres
Les centrals nuclears que usen urani enriquit com a combustible o aigua pesant per al seu funcionament necessiten fabricar-los, i això es fa amb procediments que emeten diòxid de carboni a l'atmosfera (CO₂). El CO₂ és un contaminant atmosfèric i causa de l'efecte Callendar.
També emet una gran quantitat d'energia calorífica a l'ambient. Per exemple, una central de 1.000 MWe de potència amb un rendiment del 30 % produeix uns 3.000 MW tèrmics i, per tant, dissipa al medi ambient prop dels 7.000 MW restants. Per a contrarestar-ho, sovint cal usar circuits amb torres de refrigeració, però aleshores s'ha de tenir en compte la seva influència al microclima i el soroll que no es pot evitar que produeixin.
Se sol pensar també en la contaminació visual causada per la construcció de la central nuclear i de les grans obres civils que necessita, a més de les seves vies de comunicació, que modifiquen el paisatge. Més encara si es pensa que solen situar-se a zones rurals o aïllades, amb petita densitat de població. De fet això comporta també un impacte al teixit social de la zona, ja que a l'entorn rural apareix amb la central una bona concentració de tecnologia avançada i de professionals altament qualificats i especialitzats en un sector econòmic molt diferent del de la resta de la comunitat.
L'impacte de les centrals nuclears no solament s'estudia al seu disseny, construcció i temps de funcionament, sinó també al seu desmantellament.

## Proliferació nuclear
La proliferació nuclear o proliferació de l'armament nuclear és la relació entre el desenvolupament de les centrals nuclears per a produir electricitat i el de la tecnologia nuclear per a finalitats bèl·liques, com la fabricació d'armes nuclears. El Plutoni 239 és un subproducte que es genera en gran quantitat (entre 250 kg i 300 kg anuals pel primer any de vida d'una central mitjana) en la combustió d'urani a les centrals nuclears, i que es llençaria (seria residu) si no fos un dels materials emprats a l'armament nuclear. Així, les plantes d'enriquiment i de reprocessament resulten avantatjoses des d'un punt de vista bèl·lic.